# King Curling – Blanke Nerven, dünnes Eis
King Curling – Blanke Nerven, dünnes Eis (Originaltitel: Kong Curling) ist eine norwegische Komödie. 
Der Film wurde auf verschiedenen internationalen Festivals gezeigt.

## Handlung
Protagonist ist Truls Paulsen, Kapitän eines norwegischen Curlingteams – bestehend aus ihm selbst (Skip), Markus (Lead), Flemming (Second) und Espen (Vize-Skip). Während der 1990er Jahre war dieses Team die führende norwegische Curlingmannschaft. Gordon, Trainer des Teams und Ziehvater Truls bringt ihm von klein an alles bei – von den Geheimnissen des präzisen Curlings bis zu alltäglichen Dingen des Lebens. Die für Curling erforderliche Präzision führen bei Truls letztendlich zu Zwangsneurosen, diese brechen im Finale der nationalen Meisterschaften 2001 zur Gänze aus. Einige Tage später wird er halluzinierend von der Polizei aufgegriffen und in die Psychiatrie eingewiesen. 
Zehn Jahre später wird er in die Obhut seiner Frau Sigrid entlassen, die auch zu seinem gesetzlichen Vertreter bestimmt wird. Truls wird von Sigrid ausgenutzt und in der Familienhierarchie hinter dem Hund Pelle einsortiert. Medikamentenbedingt steht er eher neben sich, als dass er am Leben teilnimmt. Durch Espen erfährt Truls von der lebensbedrohlichen Lungenerkrankung seines Mentors Gordon – dieser benötigt dringend eine Lungentransplantation. Ein Curlingfan, der 1 Mio. Kronen im Lotto gewonnen hat, stiftet diesen Gewinn als Preisgeld für die jährliche norwegische Curlingmeisterschaft, um seinen Lieblingssport populärer zu machen. Truls beschließt mit seinem alten Team die Meisterschaft zu gewinnen, um Gordon die lebensrettende Operation zu ermöglichen. Um sein Ziel zu erreichen, verlässt er Sigrid und findet bei Espen Unterschlupf. Als er das Team zusammentrommelt, um Gordon zu retten, ist Markus schnell mit von der Partie. Flemming, mittlerweile begeisterter Hobbyornithologe, will von dem Vorhaben zuerst nichts wissen. Erst nach seinem Rauswurf aus der Ornithologengruppe, an dem Truls nicht unschuldig ist, schließt er sich dem Curlingteam wieder an. Espen ist weitaus schwieriger zu überzeugen, bedingt durch einen ungelösten Vaterkomplex (dieser hat die Familie verlassen) leidet er unter chronischen Schlafstörungen. Erst durch die Intervention seiner Freunde kommt es zur Aussprache und Aussöhnung mit seinem Vater. Danach ist die Mannschaft wieder komplett.
Gleichzeitig lernt Truls in den Gruppentherapiesitzungen die Malerin/Künstlerin Trine Kristine kennen – die beiden verlieben sich ineinander. Von ihr erhält er den Rat, die Medikamente abzusetzen, was er mit gemischten Gefühlen auch tut. Ohne Medikamente leidet er unter Halluzinationen und Angstzuständen, unter Medikation kann er nicht Curling spielen.
Truls setzt die Medikamente dennoch ab, und das Team erreicht mit Leichtigkeit das Finale der norwegischen Curlingmeisterschaft. Sein größter Widersacher Stefan Ravndal intrigiert zusammen mit Sigrid gegen Truls. Es kommt heraus, dass Truls mit Sigrid einen gesetzlichen Vertreter hat und sich nicht eigenständig zu den Wettkämpfen hätte anmelden dürfen – Truls Team droht die Disqualifizierung. Die Anhörung zum Wiedererlangen seiner Mündigkeit endet für Truls vorerst desaströs, da er weiterhin an Halluzinationen leidet und die Psychiaterin angreift. Markus, als Frauenheld bekannt, kann letztendlich doch dafür sorgen, dass Truls wieder für gesund erklärt wird. Team Paulsen gegen Team Ravndal gerät zum Herzschlagfinale. Als alles schon verloren geglaubt ist, wächst Truls – von Trine motiviert – über sich hinaus und gewinnt mit dem letzten Stein die Meisterschaft. Gordon erhält seine lebensrettende Operation und kann mit dem Team an der Hochzeit von Truls und Trine in der Psychiatrie teilnehmen.